# Wilson Tucker

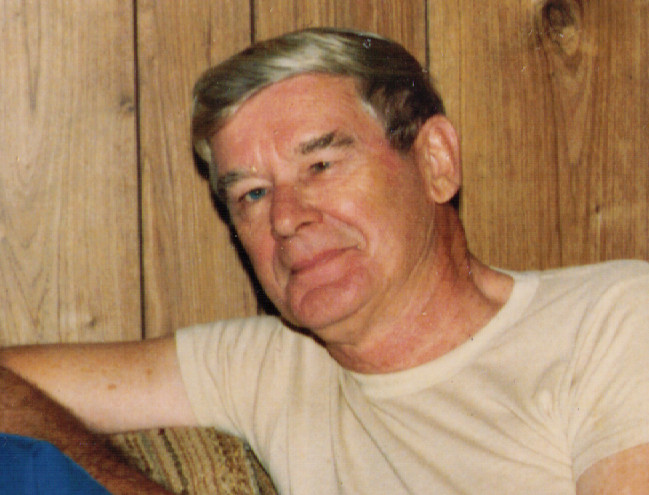
Wilson Tucker 1988

Arthur Wilson „Bob“ Tucker (geboren am 23. November 1914 in Deer Creek, Illinois; gestorben am 6. Oktober 2006 in Saint Petersburg, Florida) war ein amerikanischer Autor von Kriminalromanen und Science-Fiction und über 70 Jahre lang ein profiliertes Mitglied des Science-Fiction-Fandom.

## Biografie
Arthur Wilson Tucker wurde 1926 zusammen mit seinem Bruder in ein Waisenhaus gesteckt, weil seine Mutter gestorben war und der Vater, ein Bühnenmanager bei verschiedenen Zirkusunternehmen, sich nicht in der Lage sah, seine Söhne aufzuziehen. Nach vier Jahren flüchtete Tucker. Seit 1931 arbeitete er als Beleuchter und Filmvorführer in Bloomington, mit zwei Unterbrechungen, bei denen er als Elektriker für die Illinois State University und für 20th Century Fox tätig war. 1972 ging er in den Ruhestand.
Tucker kam 1932 mit der Science Fiction in Berührung. In dieser Dekade begann er, das Science-Fiction-Magazin The Planetoid zu verlegen. Von 1938 bis 1975 publizierte er das Magazin Le Zombie, welches mehr als sechzig Ausgaben umfasste. Zeit seines Lebens war er fest im SF-Fandom verwurzelt, sein erster Roman The Chinese Doll war dann auch ein Krimi, der sich in der Welt der SF-Fans ereignet.
1941 publizierte Tucker seine erste Kurzgeschichte Interstellar Way Station. Zwischen 1941 und 1979 schrieb er 25 SF-Kurzgeschichten. Ebenso begann er mit dem Schreiben von Romanen, darunter elf Kriminalromane und ein Dutzend SF-Romane.
Tucker trat vor allem in den 1950er Jahren mit bedeutenden SF-Romanen hervor, von denen The Long Loud Silence und The Year of the Quiet Sun am bekanntesten wurden. Mit The Lincoln Hunters schuf Tucker einen SF-Roman, der zu den Klassikern der Zeitreise-Literatur gezählt wird.
Tucker prägte einige Begriffe, die bis heute benutzt werden. Hierzu zählt Space Opera (dt. Weltraumoper). Ebenso bekannt ist seine Art der Tuckerization, wo er Namen von Fans und Freunden in seinen Werken nutzt.
Tucker hatte 1937 Mary Joesting geheiratet und mit ihr einen Sohn und eine Tochter. 1942 wurde die Ehe geschieden. 1953 heiratete er Fern Delores Brooks, mit der er drei Söhne hatte. Wenige Monate nach dem Tod seiner Frau im Juni 2006 ist Tucker im Alter von 91 Jahren gestorben.

## Auszeichnungen
- 1961: Big Heart Award
- 1970: Hugo Award als bester Fanautor
- 1976: John W. Campbell Memorial Award for Best Science Fiction Novel rückwirkend für The Year of the Quiet Sun (1970)
- 1985: First Fandom Hall of Fame Award
- 1986: Skylark Award für das Lebenswerk
- 1990: Phoenix Award für das Lebenswerk
- 1996: SFWA Award, Auszeichnung als Author Emeritus
- 2001: Retro Hugo Award 1951 für das Fanzine Science Fiction Newsletter
- 2003: Aufnahme in die Science Fiction Hall of Fame
- 2004: Retro Hugo Award 1953 als bester Fanautor
- 2018: Retro Hugo Award 1942 für das Fanzine Le Zombie

## Bibliografie
Romane
- The Chinese Doll (1946)
- To Keep or Kill (1947)
- The Dove (1948)
- The Stalking Man (1949)
- Red Herring (1951)
- The City in the Sea (1951)
  - Deutsch: Die Stadt im Meer. Moewig (Terra Sonderband #68), 1963.
- The Long Loud Silence (1952, überarbeitet 1969)
  - Deutsch: Das endlose Schweigen . Übersetzt von Clark Darlton. Moewig (Terra Sonderband #4), 1958. Auch als: Die Unheilbaren . Übersetzt von Walter Ernsting. Ullstein (Ullstein 2000 #52 (2981)), 1958, ISBN 3-548-02981-7.
- The Time Masters (1953, überarbeitet 1972)
  - Deutsch: Die letzten der Unsterblichen. Ullstein 2000 #44 (2959), 1973, ISBN 3-548-02959-0.
- Wild Talent (1953, auch als Man from Tomorrow, 1955)
  - Deutsch: Der Unheimliche . Übersetzt von Günter Hehemann. Moewig (Terra Sonderband #15), 1959. Auch als: Geheimwaffe Mensch . Übersetzt von Bodo Baumann. Ullstein (Ullstein 2000 #64 (3030)), 1974, ISBN 3-548-03030-0.
- Time Bomb (1955, auch als Tomorrow Plus X, 1957)
  - Deutsch: Die Zeitbombe . Übersetzt von Peter Mathys. Moewig (Terra Sonderband #29), 1960. Auch als: Zeit-Bombe . Übersetzt von Otto Kuehn und Peter Mathys. Ullstein (Ullstein 2000 #92 (3140)), 1975, ISBN 3-548-03140-4.
- The Man in My Grave (1956)
- The Hired Target (1957)
- The Lincoln Hunters (1958)
  - Deutsch: Die Lincoln-Jäger. Heyne Science Fiction & Fantasy #4105, 1984, ISBN 3-453-31065-9.
- To the Tombaugh Station (1960)
  - Deutsch: Der letzte Flug der Xanthus. Moewig (Terra Sonderband #48) 1961.
- Last Stop (1963)
  - Deutsch: Der Fremde im Abteil. Goldmann 1964.
- A Procession of the Damned (1965)
- The Warlock (1967)
- The Year of the Quiet Sun (1970)
  - Deutsch: Das Jahr der stillen Sonne. Goldmann Science Fiction der Chef-Auswahl, 1972, ISBN 3-442-30257-9.
- This Witch (1971)
- Ice and Iron (1974)
- Resurrection Days (1981)

Sammlungen
- The Science-Fiction Subtreasury (1954, auch als Time:X, 1955)
- The Best of Wilson Tucker (1982)

Kurzgeschichten
- Letter: Report of the 196th Convention (1934, als Hoy Ping Pong)
- The Monstrosity: (A True Expense) (1935, als Hoy Ping Pong)
- Interstellar Way-Station (1941)
- Gentlemen—The Queen! (1942)
- If I Werewolf (Teil 2 von 7, 1942, als Jack F. Speer)
- Joe Fann Into Space (1942)
- The Princess of Detroit (1942)
- That Mysterious Bomb Raid (1942)
- Prison Planet (1942)
- Exit (1943)
- Miraculous Fluid (1943)
- The Other (1944, mit Dorothy Les Tina, als Sanford Vaid)
- The Job Is Ended (1950)
- The Tourist Trade (1951)
  - Deutsch: Der Fremdenverkehr blüht. In: Bert Koeppen (Hrsg.): Utopia-Magazin 14. Pabel, 1958.
- My Brother's Wife (1951)
- The Visitors… (1951)
- Voices at Night (1951)
- The Wayfaring Strangers (1952)
- To a Ripe Old Age (1952)
- The Mountaineer (1953)
- Able to Zebra (1953)
- The Street Walker (1954)
- Home Is Where the Wreck Is (1954)
- “MCMLV” (1954)
- King of the Planet (1959)
  - Deutsch: Der König des Planeten. In: Walter Ernsting (Hrsg.): Galaxy 9. Heyne Science Fiction & Fantasy #3103, 1967.
- To the Tombaugh Station (1960)
- Small Voice (1962)
- The Recon Man (1965)
- Time Exposures (1971)
- The Long Loud Silence (Chapter 13) (1975)
- The Near-Zero Crime Rate on JJ Avenue (1978)

Sachliteratur
- Yearbook of Science, Weird and Fantasy Fiction - 1938 (1939)
- 1939 Yearbook of Science, Weird and Fantasy Fiction (1940, mit Damon Knight, Harry Warner Jr. und Jane Tucker)
- The Neo-Fan's Guide to Science Fiction Fandom (1973)